# John Altman
John Altman (Londres, 5 de Dezembro de 1949) é um compositor cinematográfico, orquestrador e maestro britânico.
Em colaboração com Peter Chelsom, trabalhou nos filmes Hear My Song (1991), Funny Bones (1995) e Shall We Dance? (2004, juntamente com o compositor libanês Gabriel Yared).